# Beluša
Beluša (em húngaro: Bellus; alemão: Bellusch) é um município da Eslováquia, situado no distrito de Púchov, na região de Trenčín. Tem 51,33 km² de área e sua população em 2018 foi estimada em 5.972 habitantes.

## Demografia
| Ano:        | 1994 | 2004   | 2014   | 2024   |
| ----------- | ---- | ------ | ------ | ------ |
| Broj ljudi: | 6036 | 6081   | 5827   | 6183   |
| Razlika:    |      | +0,74% | -4,17% | +6,10% |

| Ano:               | 2023 | 2024   |
| ------------------ | ---- | ------ |
| Número de pessoas: | 6186 | 6183   |
| Diferença:         |      | -0,04% |